# Stephen Kiprotich
Stephen Kiprotich  (Kapchorwa, Uganda, 27 de febrero de 1989) es un atleta ugandés especializado en carreras de larga distancia. Obtuvo la medalla de oro en la prueba de maratón de los Juegos Olímpicos de Londres 2012 con una marca de 2:08:01. Esta medalla ha sido la primera lograda por Uganda en unos Juegos Olímpicos desde 1996 y la primera de oro desde 1972. Kiprotich es un nombre habitual en las regiones de Kenia y Uganda habitadas por el pueblo Kalenjin.
Es el más joven de 7 hermanos, sus padres son agricultores del distrito de Kapchorwa, cerca de la frontera de Uganda con Kenia. Su admiración por John Akii-Bua, atleta que logró en la prueba de 400 metros de los Juegos Olímpicos de Múnich 1972, la primera medalla de oro olímpica de la historia para Uganda, fue uno de los factores que impulsó sus aspiraciones deportivas. Entrena habitualmente en Eldoret (Kenia), cuna de los mejores fondistas del atletismo mundial, a unos 2.400 metros sobre el nivel del mar. Su entrenador es Eliud Kipchoge, corredor de fondo que obtuvo la medalla de plata en la prueba de 5.000 metros de los Juegos Olímpicos de Pekín 2008.
En abril de 2011 venció en el Maratón de Enschede en Holanda con un tiempo de 2:07:20, récord nacional ugandés. En agosto de 2011 logró la novena posición en el Campeonato Mundial de Atletismo de 2011 celebrado en Daegu, Corea del Sur. En el Maratón de Tokio 2012, obtuvo el tercer puesto con un tiempo de 2:07:50. En el Campeonato Mundial de Atletismo de 2013 obtuvo la medalla de oro en la prueba de Maratón, por delante del etíope Lelisa Desisa que logró la medalla de plata, siendo uno de los pocos atletas que han conseguido la primera posición en los Juegos Olímpicos y en el Campeonato del Mundo, en la especialidad de Maratón.

## Marcas
- 3.000 metros 7:48.06. Liège (25 de julio de 2007).
- 3.000 metros obstáculos 8:26,66. Rabat (6 de junio de 2010).
- 5.000 metros	13:23.70. Hengelo (24 de mayo de 2008).
- 10.000 metros	27:58.03. Birmingham (25 de junio de 2010)
- Media maratón 1:01:15. Granollers (3 de febrero de 2013).
- Maratón 2:07:20. Enschede (17 de abril de 2011).